# Grao (Valencia)
Grao (en valenciano y oficialmente El Grau) es un barrio de la ciudad de Valencia (España), perteneciente al distrito de Poblados Marítimos. Está situado al este de la ciudad y limita al norte con Cabañal-Cañamelar, al este con el mar Mediterráneo, al sur con Nazaret y La Punta y al oeste con Ayora (barrio), La Creu del Grau y Penya-Roja. En este barrio se encuentra la zona más antigua del Puerto de Valencia. Su población en 2022 era de 9495 habitantes.

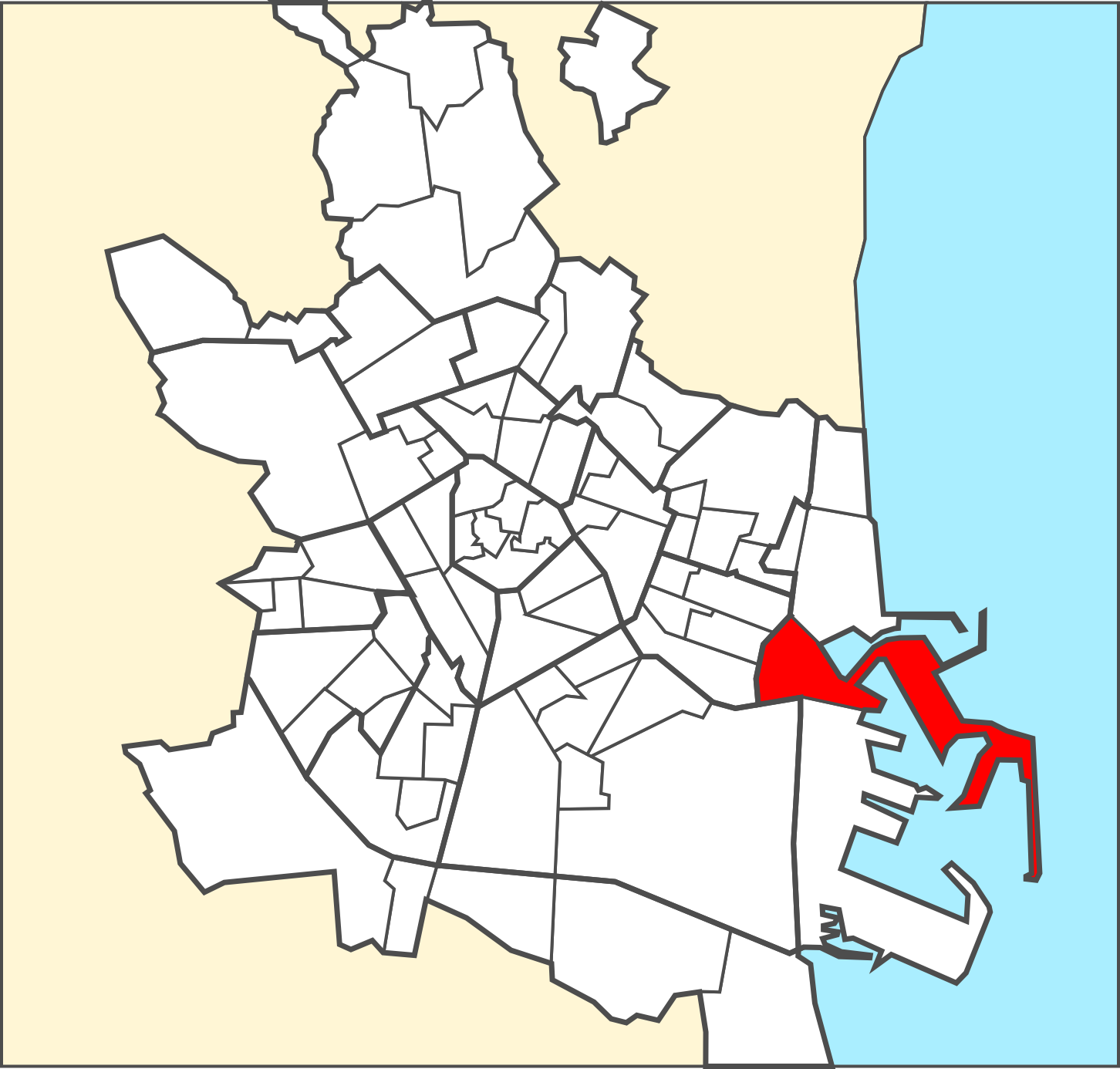
Localización del barrio dentro de Valencia.

## Historia
Tras la conquista cristiana de Valencia, por parte de Jaime I, este dio franquicias a los que se asentaran en el Grao, a fin de crear una población portuaria. Para esto, otorgó carta puebla dada el 27 de mayo de 1247, nombrando a la nueva población Vilanova Maris Valentiae (Villanueva de la Mar de Valencia). El rey comenzó también las obras de fortificación y de construcción de un puente de madera para facilitar la carga y descarga de los barcos.
En el siglo XIV comenzó la construcción de las Reales Atarazanas (Reials Drassanes), que alcanzaron tal fama durante sus primeros años que en 1342, al ofrecer las Cortes un donativo al rey para formar la armada que había de ir a Mallorca, le exigieron que las naves se construyeran en Valencia. Igualmente se creó un baluarte defensivo para proteger la ciudad de Valencia de desembarcos de piratas o ejércitos rivales en tiempos de guerra. Se conserva un apunte dibujado por el pintor flamenco Antonio de las Viñas en que se muestra una perspectiva de este barrio o núcleo urbano en 1563.[cita requerida] Fue un encargo hecho por el rey Felipe II con el tema de la vista de la ciudad de Valencia. El cuadro muestra un caserío del siglo XVI entre el que se encuentra el templo de Santa María anterior al actual.[cita requerida]

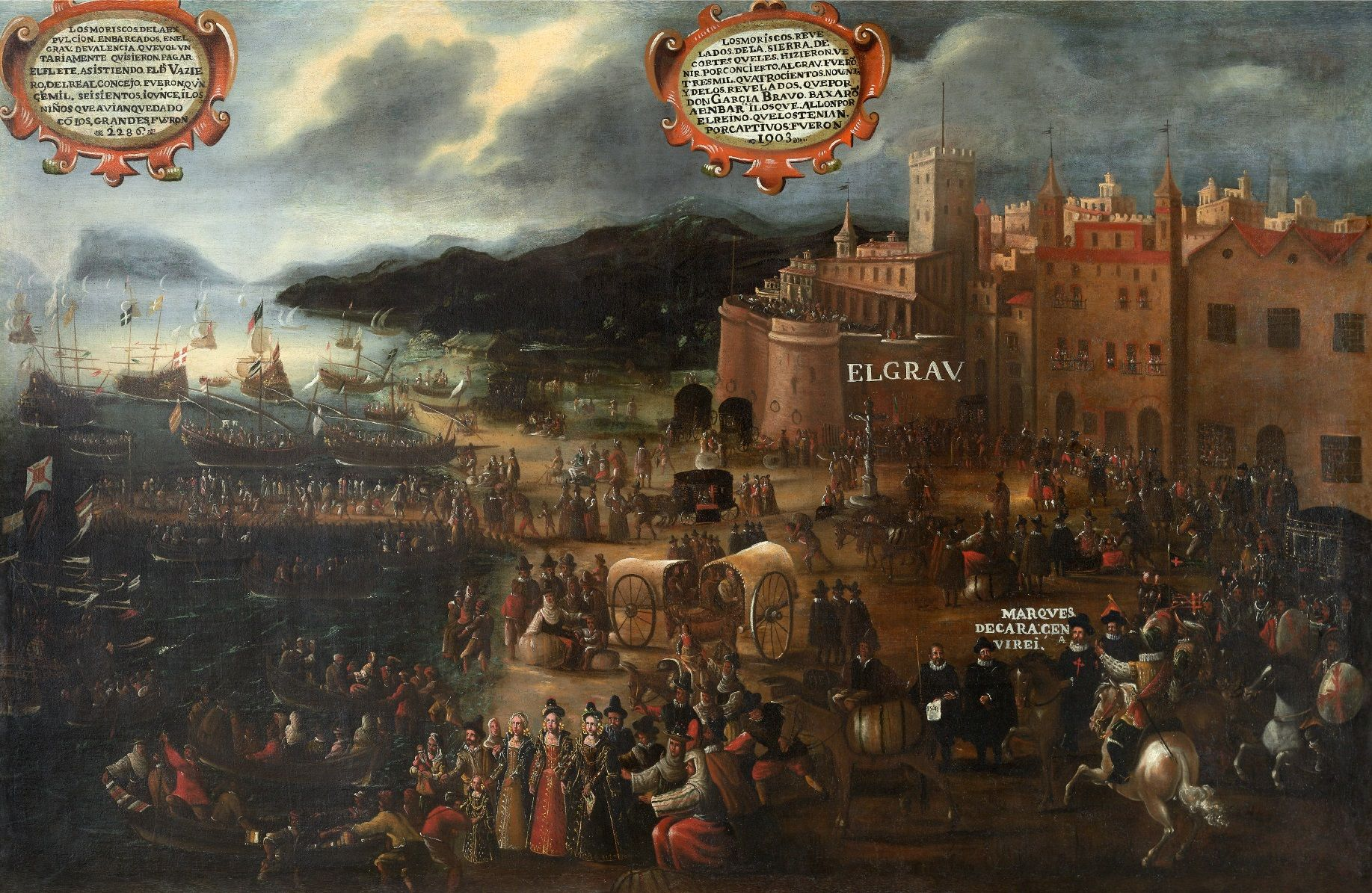
Pedro Oromig, Embarque de moriscos en el grao de Valencia, 1613, Fundación Bancaja

En 1609 se promulgó el decreto de expulsión de los moriscos y judíos de la ciudad, siendo este el punto de referencia para su posterior embarque con destino a Túnez.[cita requerida] En 1812 y en plena Guerra de la Independencia Española, el general Maroto se ocupó de la defensa de las plazas valencianas del Grao junto con las de Monteolivete y Torres de Quart.[cita requerida] El Grao dependía de la ciudad de Valencia, la cual nombrada todos los años justicia para aquel lugar. En 1768 el Regimiento del Grao acudió al Real Acuerdo para emanciparse de la ciudad; pero este tribunal desestimó su pretensión en 1777. Continuó el pleito muchos años, hasta que en 1826 la Audiencia revocó el fallo de 1777, reconociendo la independencia municipal de la que se llamó desde entonces Villanueva del Grao. En el Diccionario de Madoz (1845-1850) aparece la siguiente descripción:

VILLANUEVA DEL GRAO: v[illa] con ayunt[amiento] de la prov[incia] [...] de Valencia (1/2 leg[ua]). Sit[uada] en terreno llano á la orilla del mar Mediterráneo [...] Tiene 337 casas, inclusa la del ayunt[amiento] y cárcel; escuela de niños [...] 2 de niñas [...] igl[esia] parr[oquial] (Ntra. Sra. de los Angeles) [...] y un cementerio sit[uado] al S. de la pobl[ación] próximo á la desembocadura del r[ío] Turia. Esta v[illa] no tiene más térm[ino] que el ámbito de su pobl[ación] [...] El terreno es llano bañado por el r[ío] Turia, en el que hay algunas barcas de pescadores para pasar á la orilla opuesta. Camino: el que dirige á Valencia es una recta y magnífica alameda de 1/2 leg[ua] de estension, con hermosos andenes á ambos lados, á los que una doble hilera de elevados chopos preserva de los ardientes rayos del sol, formando con sus ramages un espeso y continuado toldo sobre el camino del centro, destinado para carruages; su estado es escelente [...] Ind[ustria]: la pesca que es abundante. En esta v[illa] está el puerto de Valencia [...] Pobl[ación]: 647 vec[inos]; 2,736 alm[as].
Diccionario de Madoz

En 1897 la Villanueva del Grao fue anexionada nuevamente a la ciudad de Valencia, junto con el Pueblo Nuevo del Mar.

## Geografía humana

### Demografía
| Gráfica de evolución demográfica de Villanueva del Grao entre 1842 y 1887 |
| |
| Población de derecho según los censos de población del INE Población de hecho según los censos de población del INEEntre el censo de 1897 y el anterior, este municipio desaparece porque se integra en el municipio 46250 (Valencia) |

### Simbología

Escudo empleado por la Alcaldía Constitucional de Villanueva del Grao durante el, versión con corona real cerrada.

La identidad corporativa del municipio de Villanueva del Grao viene descrita en una carta conservada en el Archivo Histórico Nacional, gracias a la iniciativa de su director Francisco González de Vera, que en 1876 ordena conformar una sección de sigilografía con las réplicas de los sellos empleados hasta ese momento por las administraciones españolas (como gobiernos civiles, autoridades eclesiásticas, centros de estudios y agrupaciones militares). La carta citaba literalmente:

Real Villanueva del Grao: gracia concedida por el Rey Don Jaime 1.º el Conquistador el año 1238 á los 6 días de las Kalendas de Junio. Se usa el presente sello desde el año 1848. La mitad superior del fondo representa el azul celeste del horizonte y la mitad inferior la mar con sus olas por ser Villa situada á orilla del mediterraneo, sobre dicho fondo estan las barras de Aragon y la corona Real terminando su emblema y á los lados la palma y Laurel.

## Patrimonio
- Iglesia de Santa María del Mar: en ella se venera la imagen del Santísimo Cristo del Grao (Santíssim Crist del Grau), que según se cuenta llegó a la población flotando sobre una escalera.[cita requerida]
- Reales Atarazanas (Reials Drassanes): consisten en cinco grandes naves del mismo tamaño, con cubiertas a dos aguas y con vigas de madera que se apoyan en arcos apuntados. Fueron construidas en el siglo XIV y ampliadas en el XV.[cita requerida]